# Danh sách tweet có nhiều lượt thích nhất

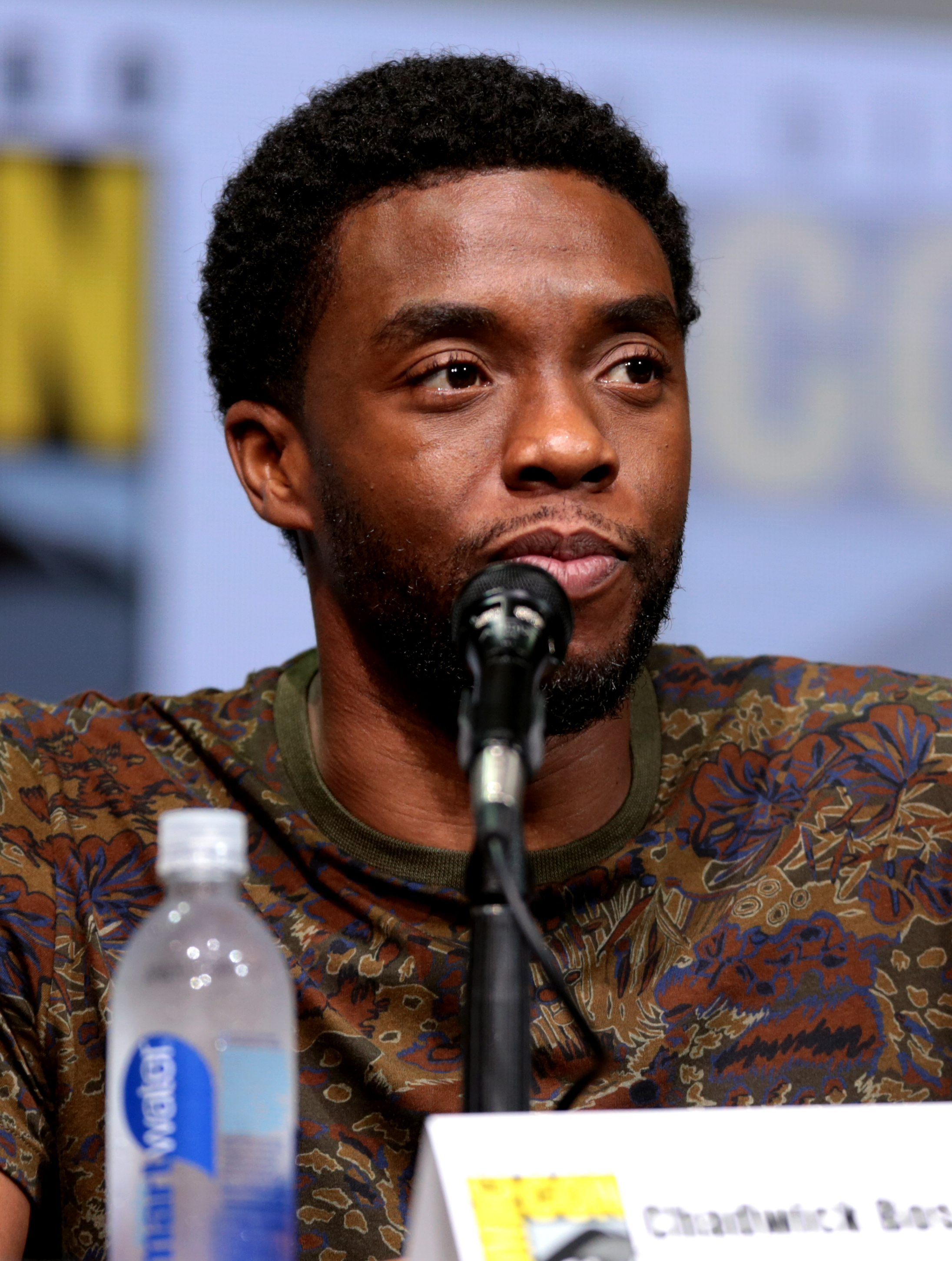
Tweet có nhiều lượt thích nhất được đăng tải bởi tài khoản của nam diễn viên người Mỹ Chadwick Boseman, thông báo cái chết của anh vào năm 2020.

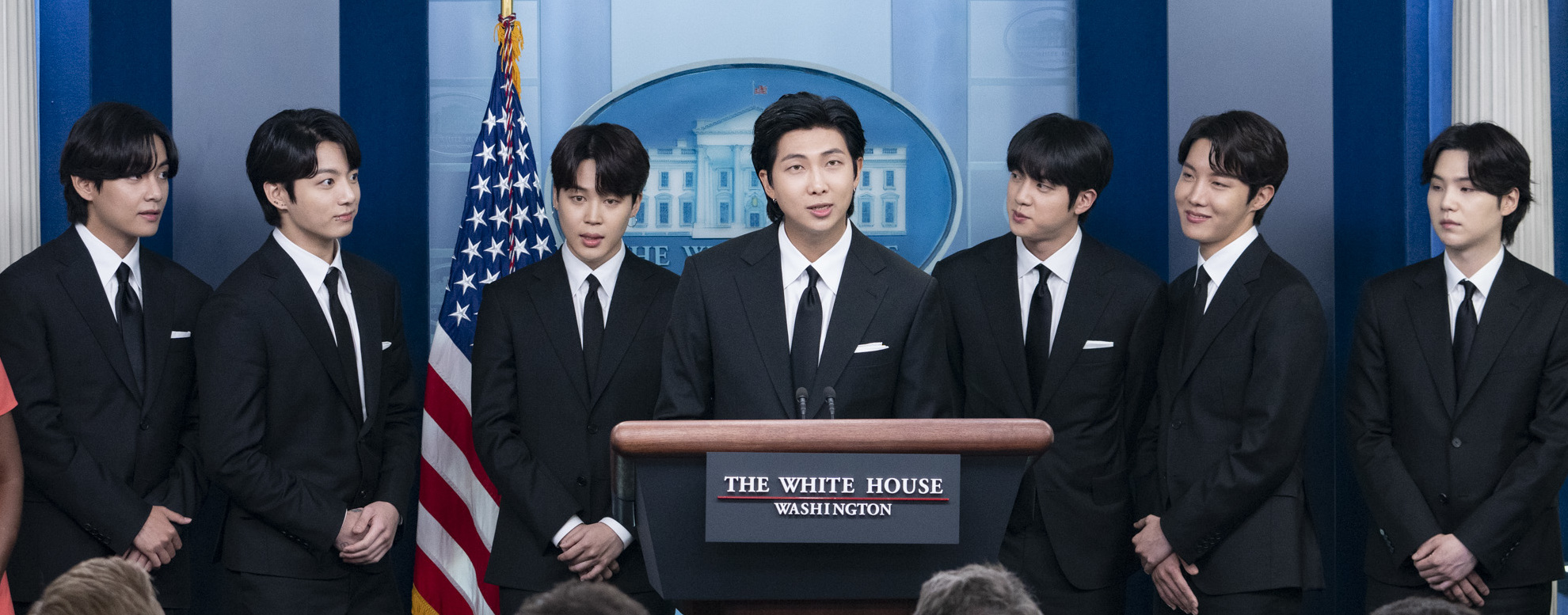
Các thành viên của nhóm nhạc Hàn Quốc BTS đã đăng 17 trong số 30 tweet được thích nhiều nhất.

Danh sách này chứa 30 tweet có nhiều lượt thích nhất trên nền tảng mạng xã hội Twitter. Mặc dù Twitter không cung cấp một danh sách đầy đủ chính thức, truyền thông chính thống thường đưa tin về chủ đề này. Tính đến tháng 7, năm 2025, tweet được thích nhiều nhất có hơn 7 triệu lượt thích và được tweet từ tài khoản của nam diễn viên người Mỹ Chadwick Boseman, thông báo rằng ông đã chết vì bệnh ung thư. Năm tài khoản có nhiều hơn một tweet được thích nhiều nhất trong 30 tweet sau đây: Ban nhạc Hàn Quốc BTS có mười bảy tweet, trong khi cựu tổng thống Hoa Kỳ Barack Obama, tổng thống Hoa Kỳ hiện tại Joe Biden, trùm tư bản Elon Musk, và nhà hoạt động môi trường Greta Thunberg mỗi người có hai bài đăng.

## Danh sách
Bảng sau đây liệt kê 30 tweet được thích nhiều nhất trên Twitter, tài khoản đã đăng tải dòng tweet đó, tổng số lượt thích được làm tròn xuống hàng trăm nghìn gần nhất, và ngày mà dòng tweet đó được đăng tải lần đầu. Các tweet có số lượt thích giống hệt nhau được liệt kê theo thứ tự ngày với tweet gần đây nhất được xếp hạng cao nhất. Các ghi chú bao gồm những chi tiết đằng sau những dòng tweet này.
| Hạng | Tweet | Đăng bởi                                       | Lượt thích (triệu) | Ngày đăng            | Bối cảnh                                 |
| ---- | --- | ---------------------------------------------- | ------------------ | -------------------- | ---------------------------------------- |
| 1    | [It is with immeasurable grief that we confirm the passing of Chadwick Boseman. Chadwick was diagnosed with stage III colon cancer in 2016, and battled with it these last 4 years as it progressed to stage IV... ]                                                             | Gia đình của Chadwick Boseman @chadwickboseman | 7.0                | 28 tháng 8 năm 2020  | [ A ]                                    |
| 2    | Next I'm buying Coca-Cola to put the cocaine back in | Elon Musk @elonmusk                            | 4.7                | 27 tháng 4 năm 2022  | [ B ]                                    |
| 3    | "No one is born hating another person because of the color of his skin or his background or his religion..." | Barack Obama @BarackObama                      | 4.0                | 12 tháng 8 năm 2017  | [ C ]                                    |
| 4    | yes, please do enlighten me. email me at smalldickenergy@getalife.com | Greta Thunberg @GretaThunberg                  | 3.9                | 28 tháng 12 năm 2022 | [ D ]                                    |
| 5    | It's a new day in America. | Joe Biden @JoeBiden                            | 3.8                | 20 tháng 1 năm 2021  | [ E ]                                    |
| 6    | Kobe was a legend on the court and just getting started in what would have been just as meaningful a second act. To lose Gianna is even more heartbreaking to us as parents. Michelle and I send love and prayers to Vanessa and the entire Bryant family on an unthinkable day. | Barack Obama @BarackObama                      | 3.6                | 26 tháng 1 năm 2020  | [ F ]                                    |
| 7    | this is what happens when you don't recycle your pizza boxes | Greta Thunberg @GretaThunberg                  | 3.5                | 30 tháng 12 năm 2022 | [ G ]                                    |
| 8    | Congratulations to the Astronauts that left Earth today. Good choice | Andy Milonakis @andymilonakis                  | 3.4                | 30 tháng 5 năm 2020  | [ H ]                                    |
| 9    | I hope that even my worst critics remain on Twitter, because that is what free speech means | Elon Musk @elonmusk                            | 3.1                | 25 tháng 4 năm 2022  | [ I ]                                    |
| 10   | hello literally everyone | Twitter @Twitter                               | 3.1                | 4 tháng 10 năm 2021  | [ J ]                                    |
| 11   | 😙 | Jungkook @BTS_twt                              | 3.1                | 24 tháng 1 năm 2021  | [ K ]                                    |
| 12   | Never Not 💜 | Jungkook @BTS_twt                              | 3.1                | 3 tháng 5 năm 2020   | [ L ]                                    |
| 13   | 💘 @Harry_Styles 💝 | J-Hope @BTS_twt                                | 3.0                | 20 tháng 11 năm 2021 |                                          |
| 14   | 아미 보고 싶다 ㅜ | Jungkook @BTS_twt                              | 3.0                | 11 tháng 4 năm 2021  | [ N ]                                    |
| 15   | We did it, @JoeBiden. | Kamala Harris @KamalaHarris                    | 3.0                | 7 tháng 11 năm 2020  | [ O ]                                    |
| 16   | America, I'm honored that you have chosen me to lead our great country. The work ahead of us will be hard, but I promise you this: I will be a President for all Americans — whether you voted for me or not. I will keep the faith that you have placed in me.                  | Joe Biden @JoeBiden                            | 3.0                | 7 tháng 11 năm 2020  | [ P ]                                    |
| 17   | Hey guys, wanna feel old? I'm 40. You're welcome. | Macaulay Culkin @IncredibleCulk                | 3.0                | 26 tháng 8 năm 2020  | [ Q ]                                    |
| 18   | Hi Army😊 | V @BTS_twt                                     | 3.0                | 16 tháng 8 năm 2020  | [ R ]                                    |
| 19   | Love U💜 | J-Hope @BTS_twt                                | 2.9                | 24 tháng 11 năm 2021 |                                          |
| 20   | focus on army💜 | Jungkook @BTS_twt                              | 2.9                | 22 tháng 11 năm 2021 |                                          |
| 21   | 연습 연습 연습!!! #JK | Jungkook @BTS_twt                              | 2.9                | 29 tháng 5 năm 2021  |                                          |
| 22   | 셀프 염색:) #JJK | Jungkook @BTS_twt                              | 2.9                | 24 tháng 2 năm 2021  | [ S ]                                    |
| 23   | 정국이 생일축하해요이? | V @BTS_twt                                     | 2.9                | 1 tháng 9 năm 2020   | [ T ]                                    |
| 24   | We met @lizzo 😍🤙 | J-Hope, Jimin, Jungkook & V @BTS_twt           | 2.8                | 20 tháng 11 năm 2021 | Tạm dịch: "Chúng tôi đã gặp @lizzo 😍🤙" |
| 25   | 👍 | V @BTS_twt                                     | 2.8                | 20 tháng 9 năm 2021  |                                          |
| 26   | 다녀오겠습니다😊 #JIMIN #꾸기 | Jimin @BTS_twt                                 | 2.8                | 18 tháng 9 năm 2021  |                                          |
| 27   | It's coming. @coldplay | BTS @BTS_twt                                   | 2.8                | 14 tháng 9 năm 2021  |                                          |
| 28   | 💜💜 | V @BTS_twt                                     | 2.8                | 25 tháng 6 năm 2021  |                                          |
| 29   | 💜 x7 | BTS @BTS_twt                                   | 2.8                | 1 tháng 6 năm 2021   | [ U ]                                    |
| 30   | Savage Love 🎶 #SavageLoveRemix | Jungkook @BTS_twt                              | 2.8                | 8 tháng 10 năm 2020  | [ V ]                                    |